# Gare de Ribaute-lès-Lieuran
La gare de Ribaute-lès-Lieuran est une gare ferroviaire française de la ligne de Béziers à Neussargues, située sur le territoire de la commune de Lieuran-lès-Béziers, dans le département de l'Hérault en région Occitanie.
Mise en service au XIXe siècle, elle est fermée au XXe siècle.

## Situation ferroviaire
Établie à 63 mètres d'altitude, la gare de Ribaute-lès-Lieuran est située au point kilométrique (PK) 441,328 de la ligne de Béziers à Neussargues, entre les gares de Béziers et d'Espondeilhan (fermée), s'intercalaient les haltes de « La Capelière » (vers Béziers) et de Lieuran - Bassan (vers Neussargues).

## Service des voyageurs
Gare fermée.

## Patrimoine ferroviaire
L'ancien bâtiment voyageurs, avec sa halle accolée, est réaffecté en domicile privé.